# Alemania Federal en la Copa Mundial de Fútbol de 1974
La Selección de fútbol de Alemania Federal es una de las 16 selecciones que participaron en la Copa Mundial de Fútbol de 1974 que se realizó en el mismo país. Fue la octava participación mundialista.
Como anfitriona Alemania Occidental avanzó como segunda en el grupo A; venció 1:0 a Chile en su primer partido, venció 3:0 a Australia y en el tercer encuentro perdió 1:0 ante su contraparte, Alemania Democrática.
En la segunda fase venció 2:0 a Yugoslavia, 4:2 a Suecia y 1:0 a Polonia, así se clasificaron directamente a la final, en la cual consiguieron su segunda copa al derrotar 2:1 a los Países Bajos.

## Jugadores
| #   | Posición       | Nombre                   | Nacimiento               | PJ Sel. | Club                     |
| --- | -------------- | ------------------------ | ------------------------ | ------- | ------------------------ |
| 1   | Guardameta     | Sepp Maier               | 28 de febrero de 1944    | 50      | Bayern Múnich            |
| 2   | Defensa        | Berti Vogts              | 30 de diciembre de 1946  | 24      | Borussia Monchengladbach |
| 3   | Defensa        | Paul Breitner            | 5 de septiembre de 1951  | 19      | Bayern Múnich            |
| 4   | Defensa        | Hans-Georg Schwarzenbeck | 3 de abril de 1948       | 23      | Bayern Múnich            |
| 5   | Defensa        | Franz Beckenbauer†       | 11 de septiembre de 1945 | 78      | Bayern Múnich            |
| 6   | Defensa        | Horst-Dieter Höttges†    | 10 de septiembre de 1943 | 65      | Werder Bremen            |
| 7   | Centrocampista | Herbert Wimmer           | 9 de noviembre de 1944   | 23      | Borussia Monchengladbach |
| 8   | Centrocampista | Bernhard Cullmann        | 1 de noviembre de 1949   | 12      | Colonia                  |
| 9   | Delantero      | Jürgen Grabowski†        | 7 de julio de 1944       | 38      | Eintracht Frankfurt      |
| 10  | Centrocampista | Günter Netzer            | 14 de septiembre de 1944 | 34      | Real Madrid              |
| 11  | Delantero      | Jupp Heynckes            | 9 de mayo de 1945        | 28      | Borussia Monchengladbach |
| 12  | Centrocampista | Wolfgang Overath         | 29 de septiembre de 1943 | 74      | Colonia                  |
| 13  | Delantero      | Gerd Müller†             | 3 de noviembre de 1945   | 55      | Bayern Múnich            |
| 14  | Centrocampista | Uli Hoeneß               | 5 de enero de 1952       | 23      | Bayern Múnich            |
| 15  | Centrocampista | Heinz Flohe†             | 28 de enero de 1948      | 14      | Colonia                  |
| 16  | Centrocampista | Rainer Bonhof            | 29 de marzo de 1952      | 4       | Borussia Monchengladbach |
| 17  | Delantero      | Bernd Hölzenbein†        | 9 de marzo de 1946       | 4       | Eintracht Frankfurt      |
| 18  | Delantero      | Dieter Herzog            | 15 de julio de 1946      | 2       | Fortuna Dusseldorf       |
| 19  | Centrocampista | Jupp Kapellmann          | 19 de diciembre de 1949  | 3       | Bayern Múnich            |
| 20  | Delantero      | Helmut Kremers           | 24 de marzo de 1949      | 5       | Schalke 04               |
| 21  | Guardameta     | Norbert Nigbur           | 8 de mayo de 1948        | 2       | Schalke 04               |
| 22  | Guardameta     | Wolfgang Kleff           | 16 de noviembre de 1946  | 6       | Borussia Monchengladbach |
| DT. | Helmut Schön†  | Helmut Schön†            |                          |         |                          |

- De los 22 jugadores del plantel solo hay 6 fallecidos.

-Heinz Flohe
-Gerd Müller
-Jurgen Grabowski
-Horst-Dieter Höttges
-Franz Beckenbauer
-Bernd Hölzenbein
- Günter Netzer fue el primer futbolista de la historia en ganar un mundial mientras jugaba para un equipo no perteneciente a su país natal.

## Participación

### Primera fase
| Equipo               | Pts | PJ | PG | PE | PP | GF | GC | Dif |
| -------------------- | --- | -- | -- | -- | -- | -- | -- | --- |
| Alemania Democrática | 5   | 3  | 2  | 1  | 0  | 4  | 1  | 3   |
| Alemania Federal     | 4   | 3  | 2  | 0  | 1  | 4  | 1  | 3   |
| Chile                | 2   | 3  | 0  | 2  | 1  | 1  | 2  | -1  |
| Australia            | 1   | 3  | 0  | 1  | 2  | 0  | 5  | -5  |

| 14 de junio de 1974, 16:00                                                                   | Alemania Federal | 1:0 (1:0) | Chile | Estadio Olímpico de Berlín, Berlín                        |                                                           |
|                                                                                              | Breitner 18'     | Reporte   |       | Asistencia: 83 168 espectadores Árbitro(s): Dogan Babacan | Asistencia: 83 168 espectadores Árbitro(s): Dogan Babacan |
| Carlos Caszely es el primer expulsado por el sistema de tarjeta roja instaurado por la FIFA. |                  |           |       |                                                           |                                                           |

| 1  | PO | Sepp Maier               |     |
| 2  | DF | Berti Vogts              |     |
| 3  | DF | Paul Breitner            |     |
| 4  | DF | Hans-Georg Schwarzenbeck |     |
| 5  | DF | Franz Beckenbauer        |     |
| 12 | DF | Bernhard Cullmann        | 75' |
| 14 | MC | Wolfgang Overath         |     |
| 14 | MC | Uli Hoeneß               |     |
| 9  | DE | Jürgen Grabowski         |     |
| 11 | DE | Jupp Heynckes            |     |
| 13 | DE | Gerd Müller              |     |
| DT | DT | Helmut Schön             |     |

| 1  | PO | Leopoldo Vallejos |     |
| 2  | DF | Rolando García    |     |
| 3  | DF | Alberto Quintano  |     |
| 4  | DF | Antonio Arias     |     |
| 5  | DF | Elías Figueroa    |     |
| 6  | DF | Juan Rodríguez    | 83' |
| 8  | MC | Francisco Valdés  | 76' |
| 10 | MC | Carlos Reinoso    |     |
| 16 | MC | Guillermo Páez    |     |
| 7  | DE | Carlos Caszely    |     |
| 9  | DE | Sergio Ahumada    |     |
| DT | DT | Luis Álamos       |     |

| 17 | DF | Bernd Hölzenbein | 75' |

| 14 | MC | Alfonso Lara   | 76' |
| 11 | DF | Leonardo Véliz | 83' |

| Anotado | 18' | Paul Breitner |

| Amonestado | 13' | Carlos Caszely |
| Amonestado | 47' | Carlos Reinoso |
| Amonestado | 59' | Rolando García |

| Expulsado | 67' | Carlos Caszely |

| Árbitro             | Doğan Babacan    |
| Árbitros asistentes | Jack Taylor      |
| Árbitros asistentes | Werner Winsemann |

| 1  | PO | Sepp Maier               |     |
| 2  | DF | Berti Vogts              |     |
| 3  | DF | Paul Breitner            |     |
| 4  | DF | Hans-Georg Schwarzenbeck |     |
| 5  | DF | Franz Beckenbauer        |     |
| 12 | DF | Bernhard Cullmann        | 75' |
| 14 | MC | Wolfgang Overath         |     |
| 14 | MC | Uli Hoeneß               |     |
| 9  | DE | Jürgen Grabowski         |     |
| 11 | DE | Jupp Heynckes            |     |
| 13 | DE | Gerd Müller              |     |
| DT | DT | Helmut Schön             |     |

| 1  | PO | Leopoldo Vallejos |     |
| 2  | DF | Rolando García    |     |
| 3  | DF | Alberto Quintano  |     |
| 4  | DF | Antonio Arias     |     |
| 5  | DF | Elías Figueroa    |     |
| 6  | DF | Juan Rodríguez    | 83' |
| 8  | MC | Francisco Valdés  | 76' |
| 10 | MC | Carlos Reinoso    |     |
| 16 | MC | Guillermo Páez    |     |
| 7  | DE | Carlos Caszely    |     |
| 9  | DE | Sergio Ahumada    |     |
| DT | DT | Luis Álamos       |     |

| 17 | DF | Bernd Hölzenbein | 75' |

| 14 | MC | Alfonso Lara   | 76' |
| 11 | DF | Leonardo Véliz | 83' |

| Anotado | 18' | Paul Breitner |

| Amonestado | 13' | Carlos Caszely |
| Amonestado | 47' | Carlos Reinoso |
| Amonestado | 59' | Rolando García |

| Expulsado | 67' | Carlos Caszely |

| Árbitro             | Doğan Babacan    |
| Árbitros asistentes | Jack Taylor      |
| Árbitros asistentes | Werner Winsemann |

| 18 de junio de 1974, 16:00 | Australia | 0:3 (0:2) | Alemania Federal                        | Volksparkstadion, Hamburgo                                |                                                           |
|                            |           | Reporte   | Overath 12' · Cullmann 34' · Müller 53' | Asistencia: 35 000 espectadores Árbitro(s): Mostafa Kamel | Asistencia: 35 000 espectadores Árbitro(s): Mostafa Kamel |

| 1  | PO | Jack Reilly      |     |
| 2  | DF | Doug Utjesenovic |     |
| 3  | DF | Peter Wilson     |     |
| 4  | DF | Manfred Schäfer  |     |
| 5  | DF | Colin Curran     |     |
| 6  | MC | Ray Richards     |     |
| 7  | MC | Jimmy Rooney     |     |
| 8  | MC | Jimmy Mackay     |     |
| 12 | DE | Adrian Alston    |     |
| 19 | DE | Ernie Campbell   | 45' |
| 20 | DE | Branko Buljevic  | 61' |
| DT | DT | Rale Rasic       |     |

| 1  | PO | Sepp Maier               |     |
| 2  | DF | Berti Vogts              |     |
| 3  | DF | Paul Breitner            |     |
| 4  | DF | Hans-Georg Schwarzenbeck |     |
| 5  | DF | Franz Beckenbauer        |     |
| 8  | DF | Bernhard Cullmann        | 67' |
| 12 | MC | Wolfgang Overath         |     |
| 14 | MC | Uli Hoeneß               |     |
| 9  | DE | Jürgen Grabowski         |     |
| 11 | DE | Jupp Heynckes            | 46' |
| 13 | DE | Gerd Müller              |     |
| DT | DT | Helmut Schön             |     |

| 11 | DE | Attila Abonyi  | 45' |
| 13 | DE | Peter Ollerton | 61' |

| 17 | DE | Bernd Hölzenbein | 46' |
| 7  | DF | Herbert Wimmer   | 67' |

| Anotado | 12' | Wolfgang Overath  |
| Anotado | 34' | Bernhard Cullmann |
| Anotado | 53' | Gerd Müller       |

| Amonestado | 56' | Jimmy Mackay |

| Árbitro             | Mahmoud Mustafa Kamel      |
| Árbitros asistentes | Alfonso González Archundia |
| Árbitros asistentes | Edison Pérez Núñez         |

| 1  | PO | Jack Reilly      |     |
| 2  | DF | Doug Utjesenovic |     |
| 3  | DF | Peter Wilson     |     |
| 4  | DF | Manfred Schäfer  |     |
| 5  | DF | Colin Curran     |     |
| 6  | MC | Ray Richards     |     |
| 7  | MC | Jimmy Rooney     |     |
| 8  | MC | Jimmy Mackay     |     |
| 12 | DE | Adrian Alston    |     |
| 19 | DE | Ernie Campbell   | 45' |
| 20 | DE | Branko Buljevic  | 61' |
| DT | DT | Rale Rasic       |     |

| 1  | PO | Sepp Maier               |     |
| 2  | DF | Berti Vogts              |     |
| 3  | DF | Paul Breitner            |     |
| 4  | DF | Hans-Georg Schwarzenbeck |     |
| 5  | DF | Franz Beckenbauer        |     |
| 8  | DF | Bernhard Cullmann        | 67' |
| 12 | MC | Wolfgang Overath         |     |
| 14 | MC | Uli Hoeneß               |     |
| 9  | DE | Jürgen Grabowski         |     |
| 11 | DE | Jupp Heynckes            | 46' |
| 13 | DE | Gerd Müller              |     |
| DT | DT | Helmut Schön             |     |

| 11 | DE | Attila Abonyi  | 45' |
| 13 | DE | Peter Ollerton | 61' |

| 17 | DE | Bernd Hölzenbein | 46' |
| 7  | DF | Herbert Wimmer   | 67' |

| Anotado | 12' | Wolfgang Overath  |
| Anotado | 34' | Bernhard Cullmann |
| Anotado | 53' | Gerd Müller       |

| Amonestado | 56' | Jimmy Mackay |

| Árbitro             | Mahmoud Mustafa Kamel      |
| Árbitros asistentes | Alfonso González Archundia |
| Árbitros asistentes | Edison Pérez Núñez         |

| 22 de junio de 1974, 19:30 | Alemania Democrática | 1:0 (0:0) | Alemania Federal | Volksparkstadion, Hamburgo                                |                                                           |
|                            | Sparwasser 77'       | Reporte   |                  | Asistencia: 60 350 espectadores Árbitro(s): Ramón Barreto | Asistencia: 60 350 espectadores Árbitro(s): Ramón Barreto |

| 1  | PO | Jürgen Croy          |     |
| 2  | DF | Lothar Kurbjuweit    |     |
| 3  | DF | Bernd Bransch        |     |
| 4  | DF | Konrad Weise         |     |
| 12 | DF | Siegmar Wätzlich     |     |
| 18 | MC | Gerd Kische          |     |
| 10 | MC | Hans-Jürgen Kreische |     |
| 13 | MC | Reinhard Lauck       |     |
| 14 | MC | Jürgen Sparwasser    |     |
| 16 | MC | Harald Irmscher      | 65' |
| 20 | DE | Martin Hoffmann      |     |
| DT | DT | Georg Buschner       |     |

| 1  | PO | Sepp Maier               |     |
| 2  | DF | Berti Vogts              |     |
| 3  | DF | Paul Breitner            |     |
| 4  | DF | Hans-Georg Schwarzenbeck | 68' |
| 5  | DF | Franz Beckenbauer        |     |
| 8  | MC | Bernhard Cullmann        |     |
| 12 | MC | Wolfgang Overath         | 69' |
| 14 | MC | Uli Hoeneß               |     |
| 15 | MC | Heinz Flohe              |     |
| 9  | DE | Jürgen Grabowski         |     |
| 13 | DE | Gerd Müller              |     |
| DT | DT | Helmut Schön             |     |

| 17 | MC | Erich Hamann | 65' |

| 6  | DF | Horst-Dieter Höttges | 68' |
| 10 | MC | Günter Netzer        | 69' |

| Anotado | 77' | Jürgen Sparwasser |

| Amonestado | 27' | Jürgen Sparwasser    |
| Amonestado | 81' | Jürgen Croy          |
| Amonestado | 84' | Hans-Jürgen Kreische |

| Árbitro             | Ramón Barreto   |
| Árbitros asistentes | Armando Marques |
| Árbitros asistentes | Luis Pestarino  |

| 1  | PO | Jürgen Croy          |     |
| 2  | DF | Lothar Kurbjuweit    |     |
| 3  | DF | Bernd Bransch        |     |
| 4  | DF | Konrad Weise         |     |
| 12 | DF | Siegmar Wätzlich     |     |
| 18 | MC | Gerd Kische          |     |
| 10 | MC | Hans-Jürgen Kreische |     |
| 13 | MC | Reinhard Lauck       |     |
| 14 | MC | Jürgen Sparwasser    |     |
| 16 | MC | Harald Irmscher      | 65' |
| 20 | DE | Martin Hoffmann      |     |
| DT | DT | Georg Buschner       |     |

| 1  | PO | Sepp Maier               |     |
| 2  | DF | Berti Vogts              |     |
| 3  | DF | Paul Breitner            |     |
| 4  | DF | Hans-Georg Schwarzenbeck | 68' |
| 5  | DF | Franz Beckenbauer        |     |
| 8  | MC | Bernhard Cullmann        |     |
| 12 | MC | Wolfgang Overath         | 69' |
| 14 | MC | Uli Hoeneß               |     |
| 15 | MC | Heinz Flohe              |     |
| 9  | DE | Jürgen Grabowski         |     |
| 13 | DE | Gerd Müller              |     |
| DT | DT | Helmut Schön             |     |

| 17 | MC | Erich Hamann | 65' |

| 6  | DF | Horst-Dieter Höttges | 68' |
| 10 | MC | Günter Netzer        | 69' |

| Anotado | 77' | Jürgen Sparwasser |

| Amonestado | 27' | Jürgen Sparwasser    |
| Amonestado | 81' | Jürgen Croy          |
| Amonestado | 84' | Hans-Jürgen Kreische |

| Árbitro             | Ramón Barreto   |
| Árbitros asistentes | Armando Marques |
| Árbitros asistentes | Luis Pestarino  |

### Segunda fase
| Equipo           | Pts | PJ | PG | PE | PP | GF | GC | Dif |
| ---------------- | --- | -- | -- | -- | -- | -- | -- | --- |
| Alemania Federal | 6   | 3  | 3  | 0  | 0  | 7  | 2  | 5   |
| Polonia          | 4   | 3  | 2  | 0  | 1  | 3  | 2  | 1   |
| Suecia           | 2   | 3  | 1  | 0  | 2  | 4  | 6  | -2  |
| Yugoslavia       | 0   | 3  | 0  | 0  | 3  | 2  | 6  | -4  |

| 26 de junio de 1974, 16:00 | Yugoslavia | 0:2 (0:1) | Alemania Federal          | Rheinstadion, Düsseldorf                                    |                                                             |
|                            |            | Reporte   | Breitner 39' · Müller 82' | Asistencia: 66 085 espectadores Árbitro(s): Armando Marques | Asistencia: 66 085 espectadores Árbitro(s): Armando Marques |

| 1  | PO | Enver Marić      |     |
| 2  | DF | Ivan Buljan      |     |
| 3  | DF | Enver Hadžiabdić |     |
| 4  | DF | Dražen Mužinić   |     |
| 5  | DF | Josip Katalinski |     |
| 8  | MC | Branko Oblak     | 84' |
| 10 | MC | Jovan Aćimović   |     |
| 9  | DE | Ivica Šurjak     |     |
| 11 | DE | Dragan Džajić    | 84' |
| 17 | DE | Danilo Popivoda  |     |
| 18 | DE | Stanislav Karasi |     |
| DT | DT | Miljan Miljanić  |     |

| 1  | PO | Sepp Maier               |     |
| 2  | DF | Berti Vogts              |     |
| 3  | DF | Paul Breitner            |     |
| 4  | DF | Hans-Georg Schwarzenbeck |     |
| 5  | DF | Franz Beckenbauer        |     |
| 7  | MC | Herbert Wimmer           | 73' |
| 12 | MC | Wolfgang Overath         |     |
| 16 | MC | Rainer Bonhof            |     |
| 13 | DE | Gerd Müller              |     |
| 17 | DE | Bernd Hölzenbein         | 78' |
| 18 | DE | Dieter Herzog            |     |
| DT | DT | Helmut Schön             |     |

| 7  | MC | Ilija Petković  | 84' |
| 12 | DE | Jurica Jerković | 84' |

| 14 | MC | Uli Hoeneß  | 73' |
| 15 | DE | Heinz Flohe | 78' |

| Anotado | 39' | Paul Breitner |
| Anotado | 82' | Gerd Müller   |

| Amonestado | 36' | Ivan Buljan      |
| Amonestado | 61' | Enver Hadžiabdić |

| Amonestado | 16' | Wolfgang Overath |
| Amonestado | 35' | Berti Vogts      |

| Árbitro             | Armando Marques    |
| Árbitros asistentes | Aurelio Angonese   |
| Árbitros asistentes | Edison Pérez Núñez |

| 1  | PO | Enver Marić      |     |
| 2  | DF | Ivan Buljan      |     |
| 3  | DF | Enver Hadžiabdić |     |
| 4  | DF | Dražen Mužinić   |     |
| 5  | DF | Josip Katalinski |     |
| 8  | MC | Branko Oblak     | 84' |
| 10 | MC | Jovan Aćimović   |     |
| 9  | DE | Ivica Šurjak     |     |
| 11 | DE | Dragan Džajić    | 84' |
| 17 | DE | Danilo Popivoda  |     |
| 18 | DE | Stanislav Karasi |     |
| DT | DT | Miljan Miljanić  |     |

| 1  | PO | Sepp Maier               |     |
| 2  | DF | Berti Vogts              |     |
| 3  | DF | Paul Breitner            |     |
| 4  | DF | Hans-Georg Schwarzenbeck |     |
| 5  | DF | Franz Beckenbauer        |     |
| 7  | MC | Herbert Wimmer           | 73' |
| 12 | MC | Wolfgang Overath         |     |
| 16 | MC | Rainer Bonhof            |     |
| 13 | DE | Gerd Müller              |     |
| 17 | DE | Bernd Hölzenbein         | 78' |
| 18 | DE | Dieter Herzog            |     |
| DT | DT | Helmut Schön             |     |

| 7  | MC | Ilija Petković  | 84' |
| 12 | DE | Jurica Jerković | 84' |

| 14 | MC | Uli Hoeneß  | 73' |
| 15 | DE | Heinz Flohe | 78' |

| Anotado | 39' | Paul Breitner |
| Anotado | 82' | Gerd Müller   |

| Amonestado | 36' | Ivan Buljan      |
| Amonestado | 61' | Enver Hadžiabdić |

| Amonestado | 16' | Wolfgang Overath |
| Amonestado | 35' | Berti Vogts      |

| Árbitro             | Armando Marques    |
| Árbitros asistentes | Aurelio Angonese   |
| Árbitros asistentes | Edison Pérez Núñez |

| 30 de junio de 1974, 19:30 | Alemania Federal                                             | 4:2 (0:1) | Suecia                     | Rheinstadion, Düsseldorf                                  |                                                           |
|                            | Overath 51' · Bonhof 52' · Grabowski 76' · Hoeneß 89' (pen.) | Reporte   | Edström 24' · Sandberg 53' | Asistencia: 66 500 espectadores Árbitro(s): Pavel Kazakov | Asistencia: 66 500 espectadores Árbitro(s): Pavel Kazakov |

| 1  | PO | Sepp Maier               |     |
| 2  | DF | Berti Vogts              |     |
| 3  | DF | Paul Breitner            |     |
| 4  | DF | Hans-Georg Schwarzenbeck |     |
| 5  | DF | Franz Beckenbauer        |     |
| 12 | MC | Wolfgang Overath         |     |
| 14 | MC | Uli Hoeneß               |     |
| 16 | MC | Rainer Bonhof            |     |
| 13 | DE | Gerd Müller              |     |
| 17 | DE | Bernd Hölzenbein         | 83' |
| 18 | DE | Dieter Herzog            | 64' |
| DT | DT | Helmut Schön             |     |

| 1  | PO | Ronnie Hellström  |     |
| 2  | DF | Jan Olsson        |     |
| 3  | DF | Kent Karlsson     |     |
| 4  | DF | Björn Nordqvist   |     |
| 18 | DF | Jörgen Augustsson |     |
| 6  | MC | Ove Grahn         |     |
| 7  | MC | Bo Larsson        | 32' |
| 14 | MC | Staffan Tapper    |     |
| 8  | DE | Conny Torstensson |     |
| 10 | DE | Ralf Edström      |     |
| 11 | DE | Roland Sandberg   |     |
| DT | DT | Georg Ericson     |     |

| 9  | DE | Jürgen Grabowski | 64' |
| 15 | DE | Heinz Flohe      | 83' |

| 16 | MC | Inge Ejderstedt | 32' |

| Anotado         | 51' | Wolfgang Overath |
| Anotado         | 52' | Rainer Bonhof    |
| Anotado         | 76' | Jürgen Grabowski |
| Anotado · Penal | 89' | Uli Hoeneß       |

| Anotado | 24' | Ralf Edström    |
| Anotado | 53' | Roland Sandberg |

| Amonestado | 45' | Ove Grahn |

| Árbitro             | Pavel Kazakov        |
| Árbitros asistentes | Nicolae Rainea       |
| Árbitros asistentes | Pablo Sánchez Ibáñez |

| 1  | PO | Sepp Maier               |     |
| 2  | DF | Berti Vogts              |     |
| 3  | DF | Paul Breitner            |     |
| 4  | DF | Hans-Georg Schwarzenbeck |     |
| 5  | DF | Franz Beckenbauer        |     |
| 12 | MC | Wolfgang Overath         |     |
| 14 | MC | Uli Hoeneß               |     |
| 16 | MC | Rainer Bonhof            |     |
| 13 | DE | Gerd Müller              |     |
| 17 | DE | Bernd Hölzenbein         | 83' |
| 18 | DE | Dieter Herzog            | 64' |
| DT | DT | Helmut Schön             |     |

| 1  | PO | Ronnie Hellström  |     |
| 2  | DF | Jan Olsson        |     |
| 3  | DF | Kent Karlsson     |     |
| 4  | DF | Björn Nordqvist   |     |
| 18 | DF | Jörgen Augustsson |     |
| 6  | MC | Ove Grahn         |     |
| 7  | MC | Bo Larsson        | 32' |
| 14 | MC | Staffan Tapper    |     |
| 8  | DE | Conny Torstensson |     |
| 10 | DE | Ralf Edström      |     |
| 11 | DE | Roland Sandberg   |     |
| DT | DT | Georg Ericson     |     |

| 9  | DE | Jürgen Grabowski | 64' |
| 15 | DE | Heinz Flohe      | 83' |

| 16 | MC | Inge Ejderstedt | 32' |

| Anotado         | 51' | Wolfgang Overath |
| Anotado         | 52' | Rainer Bonhof    |
| Anotado         | 76' | Jürgen Grabowski |
| Anotado · Penal | 89' | Uli Hoeneß       |

| Anotado | 24' | Ralf Edström    |
| Anotado | 53' | Roland Sandberg |

| Amonestado | 45' | Ove Grahn |

| Árbitro             | Pavel Kazakov        |
| Árbitros asistentes | Nicolae Rainea       |
| Árbitros asistentes | Pablo Sánchez Ibáñez |

| 3 de julio de 1974, 17:00 | Polonia | 0:1 (0:0) | Alemania Federal | Waldstadion, Fráncfort                                     |                                                            |
|                           |         | Reporte   | Müller 76'       | Asistencia: 59 000 espectadores Árbitro(s): Erich Linemayr | Asistencia: 59 000 espectadores Árbitro(s): Erich Linemayr |

| 2  | PO | Jan Tomaszewski    |     |
| 4  | DF | Antoni Szymanowski |     |
| 6  | DF | Jerzy Gorgoń       |     |
| 9  | DF | Władysław Żmuda    |     |
| 10 | DF | Adam Musiał        |     |
| 12 | MC | Kazimierz Deyna    |     |
| 13 | MC | Henryk Kasperczak  | 80' |
| 14 | MC | Zygmunt Maszczyk   | 80' |
| 16 | DE | Grzegorz Lato      |     |
| 18 | DE | Robert Gadocha     |     |
| 19 | DE | Jan Domarski       |     |
| DT | DT | Kazimierz Górski   |     |

| 1  | PO | Sepp Maier               |
| 2  | DF | Berti Vogts              |
| 3  | DF | Paul Breitner            |
| 4  | DF | Hans-Georg Schwarzenbeck |
| 5  | DF | Franz Beckenbauer        |
| 12 | MC | Wolfgang Overath         |
| 14 | MC | Uli Hoeneß               |
| 16 | MC | Rainer Bonhof            |
| 9  | DE | Jürgen Grabowski         |
| 13 | DE | Gerd Müller              |
| 17 | DE | Bernd Hölzenbein         |
| DT | DT | Helmut Schön             |

| 11 | MC | Lesław Ćmikiewicz | 80' |
| 21 | MC | Kazimierz Kmiecik | 80' |

| Anotado | 76' | Gerd Müller |

| Árbitro             | Erich Linemayr  |
| Árbitros asistentes | Károly Palotai  |
| Árbitros asistentes | Rudolf Scheurer |

| 2  | PO | Jan Tomaszewski    |     |
| 4  | DF | Antoni Szymanowski |     |
| 6  | DF | Jerzy Gorgoń       |     |
| 9  | DF | Władysław Żmuda    |     |
| 10 | DF | Adam Musiał        |     |
| 12 | MC | Kazimierz Deyna    |     |
| 13 | MC | Henryk Kasperczak  | 80' |
| 14 | MC | Zygmunt Maszczyk   | 80' |
| 16 | DE | Grzegorz Lato      |     |
| 18 | DE | Robert Gadocha     |     |
| 19 | DE | Jan Domarski       |     |
| DT | DT | Kazimierz Górski   |     |

| 1  | PO | Sepp Maier               |
| 2  | DF | Berti Vogts              |
| 3  | DF | Paul Breitner            |
| 4  | DF | Hans-Georg Schwarzenbeck |
| 5  | DF | Franz Beckenbauer        |
| 12 | MC | Wolfgang Overath         |
| 14 | MC | Uli Hoeneß               |
| 16 | MC | Rainer Bonhof            |
| 9  | DE | Jürgen Grabowski         |
| 13 | DE | Gerd Müller              |
| 17 | DE | Bernd Hölzenbein         |
| DT | DT | Helmut Schön             |

| 11 | MC | Lesław Ćmikiewicz | 80' |
| 21 | MC | Kazimierz Kmiecik | 80' |

| Anotado | 76' | Gerd Müller |

| Árbitro             | Erich Linemayr  |
| Árbitros asistentes | Károly Palotai  |
| Árbitros asistentes | Rudolf Scheurer |

### Final
| 7 de julio de 1974, 16:00 | Países Bajos       | 1:2 (1:2) | Alemania Federal                 | Estadio Olímpico de Múnich, Múnich                      |                                                         |
| | Neeskens 2' (pen.) | Reporte   | Breitner 25' (pen.) · Müller 43' | Asistencia: 75 200 espectadores Árbitro(s): Jack Taylor | Asistencia: 75 200 espectadores Árbitro(s): Jack Taylor |
| Por segunda vez un país es campeón habiendo perdido un encuentro siendo otra vez Alemania, curiosamente perdió frente a sí misma, o sea, fue derrotada por Alemania Democrática. Es la segunda selección en ser campeona estando segundo en su grupo. El gol de Johan Neeskens fue el primero en ser por vía penal y el gol más rápido en una final de Copa del Mundo |                    |           |                                  |                                                         |                                                         |

| Bandera de Alemania      |
| Campeón Alemania Federal |
| Segundo título           |

## Estadísticas
| Equipo | Equipo           | Pts | PJ | PG | PE | PP | GF | GC | Dif | Rend  |
| ------ | ---------------- | --- | -- | -- | -- | -- | -- | -- | --- | ----- |
| 1      | Alemania Federal | 12  | 7  | 6  | 0  | 1  | 13 | 4  | 9   | 85,7% |
| 2      | Países Bajos     | 11  | 7  | 5  | 1  | 1  | 15 | 3  | 12  | 78,6% |
| 3      | Polonia          | 12  | 7  | 6  | 0  | 1  | 16 | 5  | 11  | 85,7% |

### Goleadores y asistencias
| Jugador           | PJ | Goles | Asist. |
| ----------------- | -- | ----- | ------ |
| Gerd Müller       | 7  | 4     | 2      |
| Paul Breitner     | 7  | 3     | 0      |
| Wolfgang Overath  | 7  | 2     | 0      |
| Rainer Bonhof     | 7  | 1     | 1      |
| Bernhard Cullmann | 7  | 1     | 0      |
| Jürgen Grabowski  | 7  | 1     | 0      |
| Uli Hoeneß        | 7  | 1     | 0      |
| Franz Beckenbauer | 7  | 0     | 1      |
| Herbert Wimmer    | 2  | 0     | 1      |
| Bernd Hölzenbein  | 6  | 0     | 1      |